# Gradišće (Generalski Stol)
Gradišće is een plaats in de gemeente Generalski Stol in de Kroatische provincie Karlovac. De plaats telt 66 inwoners (2001).